# Daya Betty
Daya Betty es el nombre artístico de Trenton Clarke, una artista drag estadounidense conocida por competir en la decimocuarta temporada de RuPaul's Drag Race y la décima temporada de RuPaul's Drag Race: All Stars.

## Primeros años
Trenton Clarke nació en Springfield, Misuri. Obtuvo una Licenciatura en Bellas Artes en diseño gráfico de la Universidad Estatal de Misuri en 2019.

## Carrera

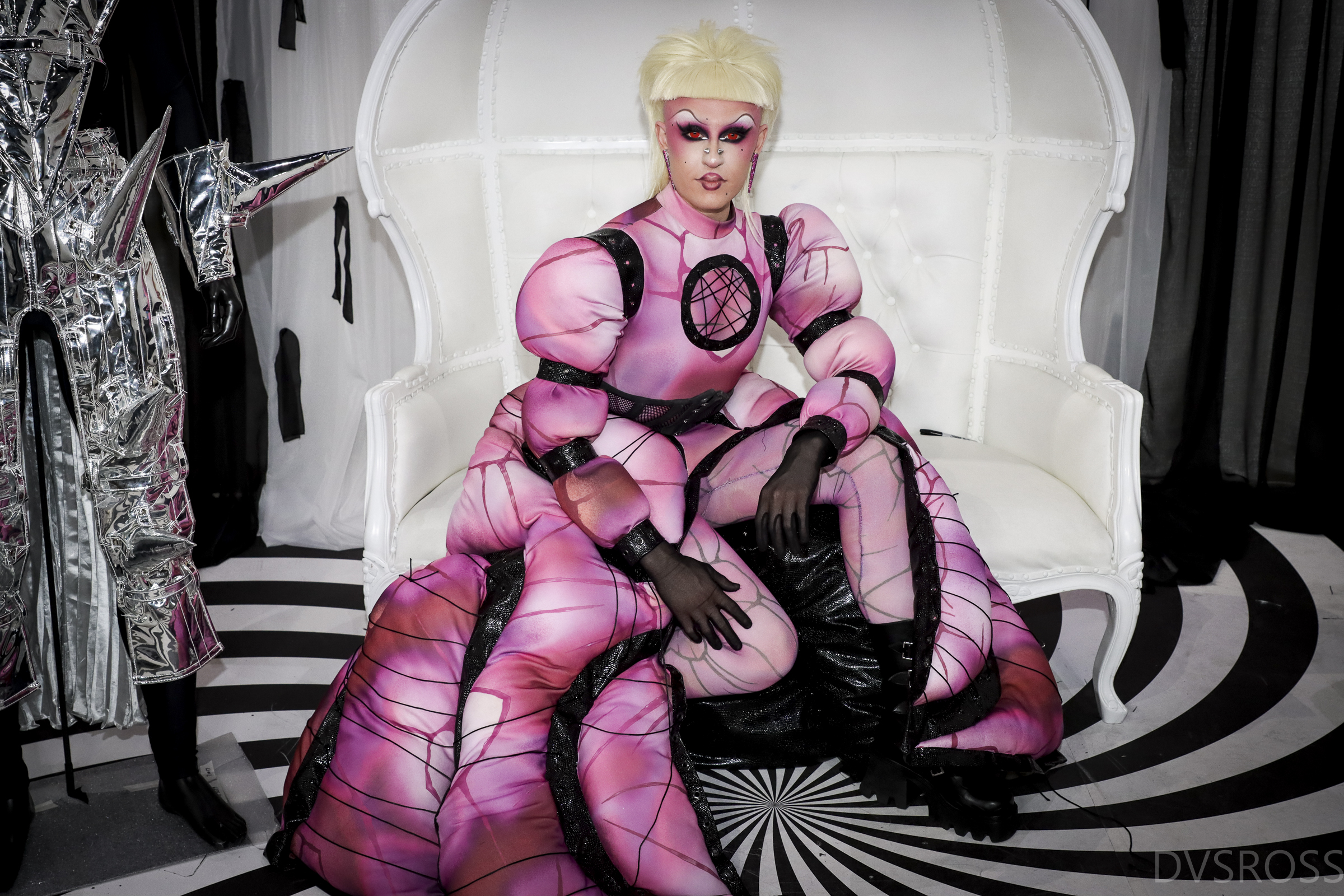
Daya Betty en la RuPaul's DragCon LA, 2022

Clarke es una drag queen conocida como Daya Betty, quien inició su carrera actuando como drag en varios locales de Springfield, donde comenzó a desarrollar un sentimiento de comunidad. Compitió en la decimocuarta temporada de RuPaul's Drag Race, que tuvo su estreno en 2022. Fue eliminada en el segundo episodio, después de ser nominada a la eliminación y perder una batalla de lip sync contra DeJa Skye con la canción de 2001 de la jueza invitada Alicia Keys «Fallin'». Daya Betty regresó a la competencia y finalmente quedó en tercer lugar. Impersonó a Ozzy Osbourne para el desafío Snatch Game e interpretó a Uniqueness en el episodio Rusical, que presentaba una parodia-tributo a la película Moulin Rouge! (2001), llamado Moulin Ru: The Rusical.
Después de la primera eliminación de Daya Betty, Michael Cook de Instinct dijo que ella "tuvo un impacto definitivo tanto en los espectadores como en sus compañeras reinas durante su tiempo en la temporada 14". Chika Ekemezie de The Daily Beast la llamó "la mejor villana de los reality shows". Trae DeLellis de The A.V. Club dijo que Daya Betty "[demostró] ser el sueño de un productor para producir drama". Paul McCallion de Vulture dijo que tiene un "doctorado en remover mierda".
En 2023 formó parte de la gira drag internacional Werq the World, actuando en las ciudades mexicanas de Guadalajara, Ciudad de México y Monterrey junto a las artistas Angeria, Aquaria, Bosco, Ginger Minj, Jaida Essence Hall, Kandy Muse y Rosé. Del 22 al 24 de septiembre de ese mismo año actuó como parte de los Gay Days de Disneyland, junto a otras concursantes de la franquicia Drag Race como Symone y Lady Camden.
El 23 de abril de 2025, Daya Betty fue anunciada como una de las dieciocho ex concursantes de Drag Race que participarían en la décima temporada de RuPaul's Drag Race: All Stars.

## Filmografía

### Televisión
| Año       | Título                                        | Papel       | Notas        |
| --------- | --------------------------------------------- | ----------- | ------------ |
| 2021-2022 | RuPaul's Drag Race (14ª temporada)            | Concursante | 16 episodios |
| 2022      | RuPaul's Drag Race: Untucked!                 | Concursante | 13 episodios |
| 2022      | Whatcha Packin'                               | Invitada    | 1 episodio   |
| 2022      | Watch What Happens Live with Andy Cohen       | Ella misma  | 1 episodio   |
| 2022      | #THEDISH                                      | Ella misma  | 2 episodios  |
| 2023      | Out of the Closet                             | Ella misma  | 1 episodio   |
| 2023      | Bring Back My Girls                           | Invitada    | 1 episodio   |
| 2025      | RuPaul's Drag Race: All Stars (10ª temporada) | Concursante | 1 episodio   |

## Vida personal
Clarke es abiertamente gay. Tiene diabetes tipo 1 y ha hecho que su diagnóstico sea parte de su identidad dentro del drag.
Daya Betty es la "hija drag" de la concursante de la duodécima temporada Crystal Methyd.